# Bourke Place

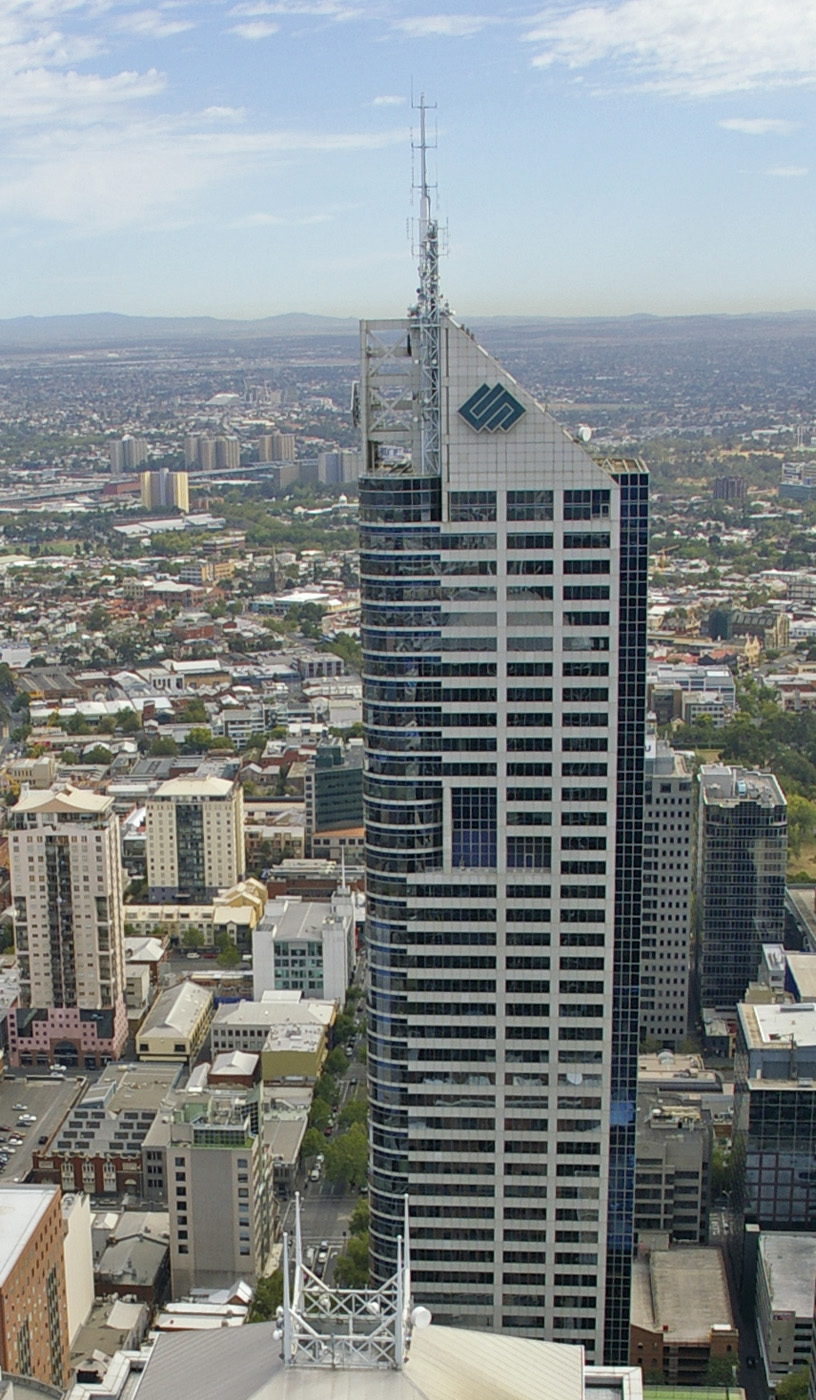
Bourke Place, visto das Torres Rialto.

Bourke Place é um arranha-céu com 224 metros (735 pés) de altura edificado na cidade de Melbourne, Austrália. Foi concluído em 1991, com 51 andares.